# Хорватско-японские отношения
Японо-хорватские отношения (хорв. Hrvatsko-japanski odnosi; яп. 日本とクロアチアの関係) ― двусторонние дипломатические, исторические и культурные связи между государствами Хорватия и Япония. Две страны установили дипломатические отношения друг с другом 5 марта 1993 года. Посольство Хорватии в Токио начало свою деятельность в сентябре 1993 года, в то время как японское посольство в Загребе было основано несколько позднее, в феврале 1998 года. Исторически, обе страны входили в состав военно-политического союза держав «оси» во время Второй мировой войны. В то время Япония имела своё посольство в Загребе и признавала Независимое государство Хорватия, которое было марионеточным государством, находившимся под влиянием нацистской Германии.

## Военные связи
В Первой мировой войне Япония, осадив Циндао, захватила несколько австро-венгерских военных в плен. Среди них было 63 хорвата. С пленными обращались достаточно гуманно, а после войны они все были репартированы в Королевство сербов, хорватов и словенцев.
Хорватия официально вступила в НАТО 1 апреля 2009 года. После присоединения к данному военному союзу, Хорватия и Япония стали иметь одного и того же крупного союзника, которым является США.

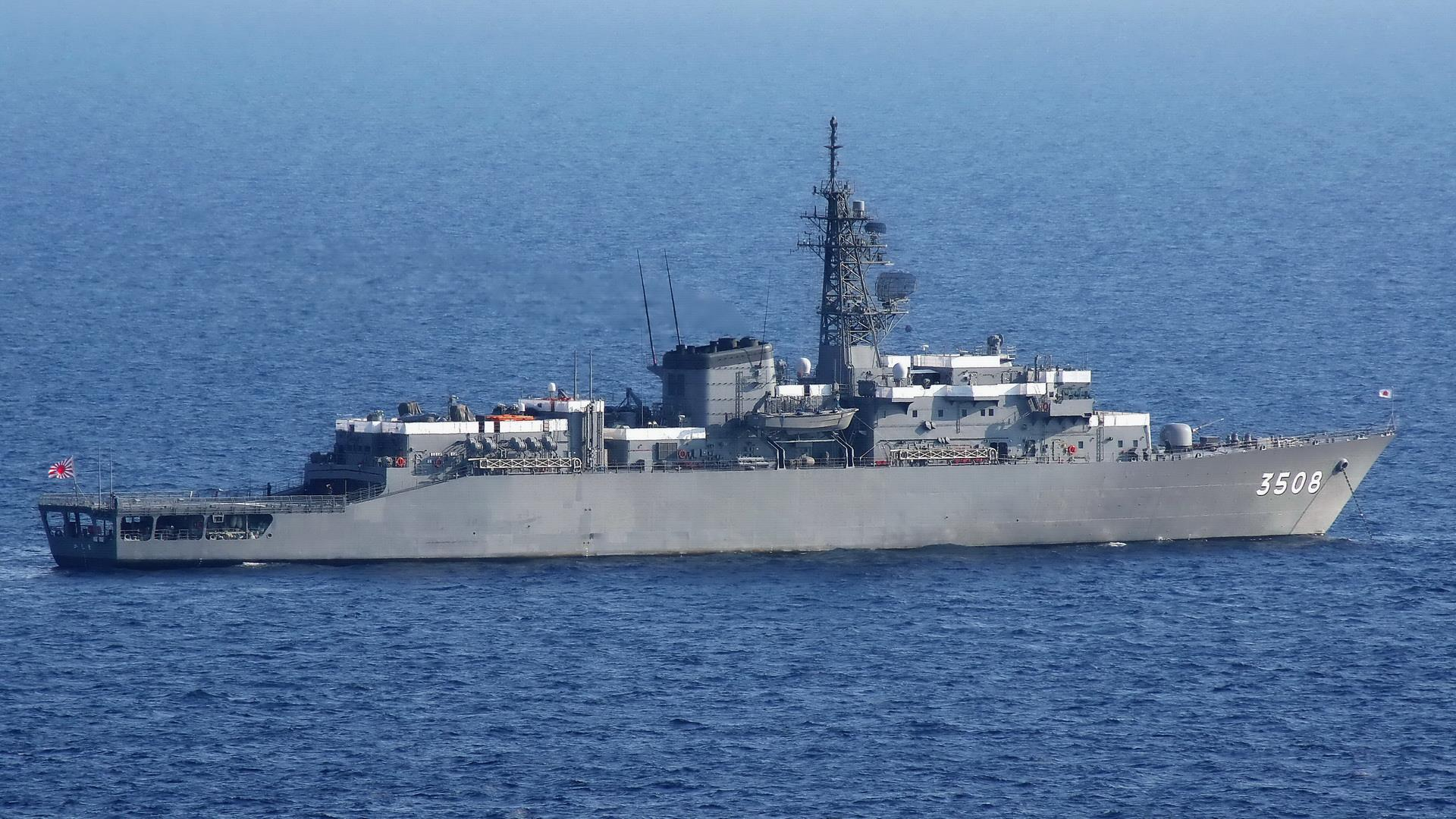
JS Kashima рядом с городом Сплит, Хорватия

В сентябре 2013 года учебный корабль Морских сил самообороны Японии JDS Kashima прибыл с визитом в прибрежный хорватский город Сплит (второй по величине город в Хорватии), чтобы принять участие в праздновании 20-летия установления дипломатических отношений между двумя странами. Это был первый визит японского военного корабля в Хорватию. Торжественное мероприятие, на котором прошло совместное выступление оркестра морских сил самообороны Японии и оркестра военно-морского флота Хорватии на борту JDS Kashima, который находился на якоре в порту Сплита. Среди присутствовавших официальных лиц были бывший президент Хорватии Степан Месич, японский посол Масару Цудзи, контр-адмирал морских сил самообороны Японии Фумиюки Китагава, а также десятки военнослужащих обоих флотов и крупнейшие политики.

## Города-побратимы
- Риека ―  Кавасаки (начиная с 23 июня 1977 года[9])
- Загреб ―  Киото (начиная с 22 октября 1981 года[10])
- Пула ―  Хекинан (начиная с 5 апреля 2007 года[11])